# The Crew (Computerspiel)
The Crew war ein Open-World-MMO-Rennspiel von Ubisoft, welches am 2. Dezember 2014 für Windows, PlayStation 4, Xbox 360 und Xbox One erschienen ist. 2015 wurde das Spiel nochmals überarbeitet und ab dem 29. November 2016 mit dem Zusatz Calling All Units vermarktet. Am 1. April 2024 wurden die Server abgeschaltet, sodass The Crew 1 seither nicht mehr spielbar ist, da das Spiel keinen Offline-Modus besitzt.

## Handlung
Die Storymissionen drehen sich um den in Detroit lebenden Alex Taylor. Sein Bruder Dayton Taylor, Gründer des Autoklubs 5-10 wird im Beisein von Alex erschossen und Alex wird dieser Mord angehängt, wodurch er ins Gefängnis geht. Währenddessen wird der Autoklub zu einem Verbrechersyndikat ausgebaut. Nach 5 Jahren erhält Alex Besuch von der FBI-Agentin Zoe, die ihm erklärt, dass „Shiv“, zu dieser Zeit Chef des 5-10, der wahre Mörder seines Bruders ist und von dem korrupten FBI-Agenten Coburn geschützt wird. Sie bietet Alex nun seine Freiheit an, mit der Bedingung, den Autoklub 5-10 zu infiltrieren und in der Hierarchie immer höher zu steigen, um schlussendlich sowohl Shiv als auch Coburn hinter Gittern zu bringen.

## Gameplay
The Crew bietet eine offene, frei befahrbare, persistente Welt der kompletten Vereinigten Staaten (außer Alaska und Hawaii), samt größerer Städte wie Detroit, Chicago, New York City, Los Angeles, Miami und weitere, sowie einige berühmte Orte wie zum Beispiel Mount Rushmore. Eine Fahrt von der West- zur Ostküste dauert im Spiel je nach Leistung des Autos und Fähigkeiten des Spielers zwischen 40 Minuten und 1 Stunde. Neben den Hauptmissionen bietet The Crew zahlreiche Nebenmissionen in Form von Aufgaben wie zum Beispiel Slalomfahrten, Beutejagd oder Sprungtests. Je besser der Spieler bei diesen Tests abschneidet, desto besser sind die gewonnenen Tuningteile für das eingesetzte Auto (aufgeteilt in Bronze-, Silber-, Gold- und ab Spieler Stufe 50 Platinteile). In jeder der 5 großen Regionen gibt es außerdem 20 versteckte Autoteile zu finden, um jeweils einen Hot Rod freizuschalten, sowie 30 Sehenswürdigkeiten zu entdecken. Wie auch in anderen Ubisoft-Spielen wird ein Teil der Karte jeweils durch die Entdeckung einer Landmarke, in diesem Fall Satellitenstationen, aufgedeckt. Zusätzlich kann sich der Spieler einer von fünf Fraktionen anschließen und besondere Fraktionsmissionen absolvieren. Die Fraktion, die am Ende eines Monats die meisten Punkte erspielt hat, erhält für einen kurzen Zeitraum fünf Bonusmissionen. Der Spieler selbst kann innerhalb seiner Fraktion ebenfalls im Rang steigen, was sich durch ein erhöhtes tägliches Gehalt an Bucks widerspiegelt. Am Ende eines Monats werden die Fraktionspunkte wieder zurückgesetzt.
The Crew bietet zurzeit (Stand: 22. April 2016) inklusive den Hot Rods, allen DLCs und Wild Run insgesamt 85 Fahrzeuge, die jeweils durch bestimmte Tuning-Kits (Straße, Gelände, Performance, Rallye, Rennen, Monster Truck, Dragster, Drift) an bestimmte Anforderungen angepasst werden können. Teilweise bewirkt dies, dass Fahrzeuge eine neue Typenbezeichnung erhalten. So ist zum Beispiel die Rennvariante des Pagani Zonda nicht mehr das Modell F, sondern R. Hat man jedes Fahrzeug im Spiel mit jeder möglichen Kit-Variante ausgestattet, kommt man somit auf einen Fuhrpark von 233 Fahrzeugen. Nicht jedes Fahrzeug kann jedes Tuning-Kit erhalten und bei manchen werden bestimmte Kits erst später freigeschaltet. Jedes Auto kann sowohl visuell (Farbe, Vinyls, Spoiler sowie andere Anbauteile außen und Felgen) als auch technisch (Leistung) getunt werden. Tuningteile zur Verbesserung des Fahrzeuges gewinnt man sowohl bei dem Erfüllen von sämtlichen Missionen als auch bei erfolgreicher Absolvierung von Tests sowie durch die Teilnahme an PvP-Rennen. Die Tuningteile sind in den Kategorien Bronze, Silber, Gold und Platin (Platin ab Spieler Stufe 50) eingeteilt, je nachdem, wie gut der Spieler die betreffende Mission absolviert hat, bekommt er ein entsprechendes Teil. Die Tuningteile sind zusätzlich noch in Levelstufen eingeteilt. Höhere Teile kann der Spieler erst einsetzen, wenn er das entsprechende Level erreicht hat. Je nach eingesetzten Teilen ändert sich die Stufe des Fahrzeugs. Einige Haupt- und Nebenmissionen sind erst ab einer bestimmten Fahrzeugstufe oder einem bestimmten Fahrerlevel zugänglich. Mit der Veröffentlichung von Wild Run wurde ein Smart Loot System eingeführt, mit dem alle Spieler ab diesem Zeitpunkt bei erfüllen von Missionen, Tests und öffentlichen Pvp-Rennen auf Platin-Niveau nun nicht mehr nur Leistungsteile, sondern zusätzlich Felgen, verschiedene Anbauteile, Lackierungen oder auch Sticker (Vinyls) gewinnen.
The Crew ist ein Massively Multiplayer Online Game und erfordert eine stete Internetverbindung. In der Spielwelt tummeln sich viele andere Spieler, mit denen man die Hauptmissionen auch zusammen spielen kann (Koop-Modus). Zusätzlich gibt es verschiedene Player-versus-Player-Bereiche, in denen man gegeneinander Rennen bestreiten kann. Mit bis zu 3 weiteren Fahrern kann man sich zu einer Crew zusammenschließen und verschiedene Missionen erledigen. Es ist jedoch auch möglich, das Spiel komplett alleine durchzuspielen.
Je mehr Erfahrung der Spieler sammelt, desto höher steigt er in seinem Rang. Der maximale Rang beträgt Rang 50. Ein höherer Rang hat nicht nur den Effekt, dass die eigenen Fahrzeuge verbessert werden, man erhält pro Rangaufstieg auch einen oder mehrere Erfahrungspunkte, die auf bestimmte, in den Hauptmissionen hinzugewonnenen Personen verteilt werden können und je nach Person unterschiedliche Effekte mit sich bringen.

### Fahrzeugliste
In der offenen Welt können Wrackteile eingesammelt werden. Diese sind jeweils in den verschiedenen Distrikten zu je 20 Teilen verteilt. So findet man die Teile für die Straßenausstattung im Mittleren Westen, das Gelände-Kit an der Ostküste, die Performance-Teile im Süden und die Rennmodifikationen an der Westküste. Hat man alle Teile gefunden, hat man die Möglichkeit daraus verschiedene Hot-Rod-Fahrzeuge (lose auf einem 30er Ford Coupe basierend) zu bauen. Die Buggy-Teile kann man wiederum in den Mountain States finden.
Am 13. Januar 2015 erschien das erste DLC mit 3 neuen Autos sowie neuen optischen Tuningmöglichkeiten. Am 12. Februar 2015 erschien das zweite DLC Speed-Car-Package. Ebenfalls an diesem Tag gab es ein größeres Updates im Spiel zur Fehlerbehebung und ein weiterer Player vs Player Modus (Ausscheidungsrennen) wurde integriert. Am 10. März 2015 wurde das dritte DLC Vintage-Car-Pack veröffentlicht. Mit dem Patch am 18. März 2015 erschien erneut ein neuer Player vs Player Modus (Blitz-Keilerei), sowie weitere Fraktionsmissionen.
Zusätzlich zu den bereits aufgezeigten DLC-Packages gibt es noch das Street-Edition-Pack. Dieses beinhaltet 4 anstatt der gewohnten 3 Fahrzeuge. Allerdings handelt es sich hierbei um bereits enthaltene Fahrzeuge mit limitierten Tuning-Möglichkeiten, dafür aber mit optisch einzigartigen Bauteilen, die das jeweilige Fahrzeug vom ausgehenden Basisfahrzeug unterscheiden. Am 25. Mai 2015 wurde seitens Ubisoft neue Autos angekündigt, die nach und nach in das Spiel eingefügt werden. Für Besitzer des Season-Pass sind diese Fahrzeuge kostenfrei, alle anderen Spieler können sich diese Fahrzeuge mit Crew-Credits im Spiel kaufen.
Folgende Fahrzeuge gibt es in The Crew inklusive allen DLCs, Wild Run und den Wrackteilen:
| Fahrzeug                                   | Hersteller                | Verfügbarkeit               | Tuning Kits                 | Tuning Kits                 | Tuning Kits                 | Tuning Kits                 | Tuning Kits                 | Nur in Wild Run verfügbar   | Nur in Wild Run verfügbar   | Nur in Wild Run verfügbar   |
| Fahrzeug                                   | Hersteller                | Verfügbarkeit               | Straße                      | Gelände                     | Performance                 | Rallye                      | Rennen                      | Monster                     | Drag                        | Drift                       |
| ------------------------------------------ | ------------------------- | --------------------------- | --------------------------- | --------------------------- | --------------------------- | --------------------------- | --------------------------- | --------------------------- | --------------------------- | --------------------------- |
| Alfa Romeo 4C                              | Alfa Romeo                | Speed Car DLC               | -                           | -                           | Grünes Häkchensymbol für ja | -                           | -                           | -                           | -                           | -                           |
| Alfa Romeo 8C Competizione                 | Alfa Romeo                |                             | –                           | –                           | Grünes Häkchensymbol für ja | –                           | Grünes Häkchensymbol für ja | -                           | -                           | -                           |
| Aston Martin V12 Zagato                    | Aston Martin              | Extreme Car DLC             | -                           | -                           | Grünes Häkchensymbol für ja | -                           | -                           | -                           | -                           | -                           |
| Aston Martin V8 Vantage S                  | Aston Martin              |                             | –                           | –                           | Grünes Häkchensymbol für ja | –                           | -                           | -                           | -                           | -                           |
| Aston Martin Vanquish                      | Aston Martin              |                             | -                           | -                           | Grünes Häkchensymbol für ja | -                           | -                           | -                           | -                           | -                           |
| Bentley Continental Supersports            | Bentley                   |                             | –                           | –                           | Grünes Häkchensymbol für ja | –                           | Grünes Häkchensymbol für ja | -                           | -                           | -                           |
| BMW M4 (F82)                               | BMW                       | Wild Run                    | -                           | -                           | Grünes Häkchensymbol für ja | -                           | Grünes Häkchensymbol für ja | -                           | -                           | -                           |
| BMW M5 (F10)                               | BMW                       |                             | –                           | –                           | Grünes Häkchensymbol für ja | –                           | -                           | -                           | -                           | Grünes Häkchensymbol für ja |
| BMW R 1200 GS Adventure K51                | BMW                       | Wild Run                    | Grünes Häkchensymbol für ja | Grünes Häkchensymbol für ja | -                           | Grünes Häkchensymbol für ja | -                           | -                           | -                           | -                           |
| BMW S 1000 RR                              | BMW                       | Wild Run                    | -                           | -                           | Grünes Häkchensymbol für ja | -                           | Grünes Häkchensymbol für ja | -                           | -                           | -                           |
| BMW X6 M (E71)                             | BMW                       | Wild Run                    | -                           | Grünes Häkchensymbol für ja | Grünes Häkchensymbol für ja | -                           | -                           | -                           | -                           | -                           |
| BMW Z4 sDrive 35is                         | BMW                       |                             | Grünes Häkchensymbol für ja | –                           | Grünes Häkchensymbol für ja | Grünes Häkchensymbol für ja | Grünes Häkchensymbol für ja | -                           | -                           | Grünes Häkchensymbol für ja |
| BMW Z4 sDrive 35is Street Edition          | BMW                       | Street Edition DLC          | Grünes Häkchensymbol für ja |                             |                             |                             |                             |                             |                             |                             |
| BMW M4                                     | BMW                       | -                           | -                           | -                           | Grünes Häkchensymbol für ja | -                           | Grünes Häkchensymbol für ja |                             |                             |                             |
| Buggy                                      | Buggy                     | Wrackteile                  | -                           | -                           | -                           | Grünes Häkchensymbol für ja | -                           | -                           | -                           | -                           |
| Cadillac Eldorado Brougham                 | Cadillac                  | Season Pass                 | Grünes Häkchensymbol für ja | -                           | Grünes Häkchensymbol für ja | -                           | -                           | -                           | -                           | -                           |
| Cadillac Escalade (GMT900)                 | Cadillac                  | Raid Car DLC                | Grünes Häkchensymbol für ja | Grünes Häkchensymbol für ja | Grünes Häkchensymbol für ja | Grünes Häkchensymbol für ja | Grünes Häkchensymbol für ja | -                           | -                           | -                           |
| Chevrolet Camaro RS 1969                   | Chevrolet                 |                             | Grünes Häkchensymbol für ja | Grünes Häkchensymbol für ja | Grünes Häkchensymbol für ja | Grünes Häkchensymbol für ja | Grünes Häkchensymbol für ja | -                           | -                           | -                           |
| Chevrolet Camaro SS 2010                   | Chevrolet                 |                             | Grünes Häkchensymbol für ja | Grünes Häkchensymbol für ja | Grünes Häkchensymbol für ja | Grünes Häkchensymbol für ja | Grünes Häkchensymbol für ja | Grünes Häkchensymbol für ja | Grünes Häkchensymbol für ja | Grünes Häkchensymbol für ja |
| Corvette C2                                | Corvette                  | Vintage Car DLC             | -                           | -                           | Grünes Häkchensymbol für ja | -                           | -                           | -                           | -                           | -                           |
| Corvette C3                                | Corvette                  | Vintage Car DLC             | -                           | -                           | Grünes Häkchensymbol für ja | -                           | -                           | -                           | -                           | -                           |
| Corvette C7 Stingray                       | Corvette                  | Season Pass                 | -                           | -                           | Grünes Häkchensymbol für ja | -                           | -                           | -                           | Grünes Häkchensymbol für ja | Grünes Häkchensymbol für ja |
| Chevrolet Corvette ZR1                     | Chevrolet                 |                             | -                           | -                           | Grünes Häkchensymbol für ja | -                           | Grünes Häkchensymbol für ja | -                           | -                           | -                           |
| Chevrolet Silverado 1500                   | Chevrolet                 |                             | Grünes Häkchensymbol für ja | Grünes Häkchensymbol für ja | Grünes Häkchensymbol für ja | Grünes Häkchensymbol für ja | Grünes Häkchensymbol für ja | Grünes Häkchensymbol für ja | -                           | -                           |
| Chevrolet Impala Sport Sedan               | Chevrolet                 |                             | Grünes Häkchensymbol für ja | –                           | Grünes Häkchensymbol für ja | –                           | Grünes Häkchensymbol für ja | -                           | -                           | -                           |
| Chrysler 300 SRT-8                         | Chrysler/SRT              |                             | Grünes Häkchensymbol für ja | –                           | –                           | –                           | -                           | -                           | -                           | -                           |
| Dodge Challenger SRT 8 392                 | Dodge/SRT                 |                             | Grünes Häkchensymbol für ja | Grünes Häkchensymbol für ja | Grünes Häkchensymbol für ja | Grünes Häkchensymbol für ja | Grünes Häkchensymbol für ja | Grünes Häkchensymbol für ja | Grünes Häkchensymbol für ja | Grünes Häkchensymbol für ja |
| Dodge Charger R/T HEMI 1969                | Dodge                     |                             | Grünes Häkchensymbol für ja | Grünes Häkchensymbol für ja | Grünes Häkchensymbol für ja | –                           | Grünes Häkchensymbol für ja | -                           | -                           | Grünes Häkchensymbol für ja |
| Dodge Charger SRT-8                        | Dodge/SRT                 |                             | Grünes Häkchensymbol für ja | Grünes Häkchensymbol für ja | Grünes Häkchensymbol für ja | –                           | Grünes Häkchensymbol für ja | -                           | -                           | -                           |
| Dodge Ram SRT-10                           | Dodge/SRT                 |                             | Grünes Häkchensymbol für ja | Grünes Häkchensymbol für ja | Grünes Häkchensymbol für ja | Grünes Häkchensymbol für ja | Grünes Häkchensymbol für ja | Grünes Häkchensymbol für ja | -                           | -                           |
| Dodge Ram SRT-10 Street Edition            | Dodge/SRT                 | Street Edition DLC          | Grünes Häkchensymbol für ja | -                           | -                           | -                           | -                           | -                           | -                           | -                           |
| Dodge Viper SRT-10                         | Dodge/SRT                 | Uplay                       | –                           | –                           | Grünes Häkchensymbol für ja | –                           | Grünes Häkchensymbol für ja | -                           | -                           | -                           |
| Dodge Viper SRT GTS                        | Dodge                     | Extreme Car DLC             | -                           | -                           | Grünes Häkchensymbol für ja | -                           | Grünes Häkchensymbol für ja | -                           | Grünes Häkchensymbol für ja | -                           |
| Ducati Diavel                              | Ducati                    | Wild Run                    | -                           | -                           | Grünes Häkchensymbol für ja | -                           | Grünes Häkchensymbol für ja | -                           | -                           | -                           |
| Ducati Hypermotard                         | Ducati                    | Wild Run                    | Grünes Häkchensymbol für ja | Grünes Häkchensymbol für ja | -                           | -                           | -                           | -                           | -                           | -                           |
| Ducati Monster 1200S                       | Ducati                    | Wild Run                    | Grünes Häkchensymbol für ja | -                           | Grünes Häkchensymbol für ja | -                           | -                           | -                           | -                           | -                           |
| Ferrari 458 Speciale                       | Ferrari                   | Season Pass                 | -                           | -                           | Grünes Häkchensymbol für ja | -                           | Grünes Häkchensymbol für ja | -                           | -                           | Grünes Häkchensymbol für ja |
| Ferrari F40                                | Ferrari                   | Wild Run                    | -                           | -                           | Grünes Häkchensymbol für ja | -                           | Grünes Häkchensymbol für ja | -                           | -                           | -                           |
| Ferrari F12 Berlinetta                     | Ferrari                   | Calling all Units           | -                           | -                           | Grünes Häkchensymbol für ja | -                           | -                           | -                           | -                           | -                           |
| Ferrari LaFerrari                          | Ferrari                   |                             | –                           | –                           | Grünes Häkchensymbol für ja | –                           | -                           | -                           | -                           | -                           |
| Fiat 500 Abarth                            | Fiat                      | Extreme Car DLC             | Grünes Häkchensymbol für ja | -                           | Grünes Häkchensymbol für ja | -                           | -                           | Grünes Häkchensymbol für ja | -                           | -                           |
| Ford F-150 SVT Raptor                      | Ford                      |                             | Grünes Häkchensymbol für ja | Grünes Häkchensymbol für ja | Grünes Häkchensymbol für ja | Grünes Häkchensymbol für ja | Grünes Häkchensymbol für ja | Grünes Häkchensymbol für ja | -                           | -                           |
| Ford Focus RS                              | Ford                      |                             | Grünes Häkchensymbol für ja | Grünes Häkchensymbol für ja | Grünes Häkchensymbol für ja | Grünes Häkchensymbol für ja | Grünes Häkchensymbol für ja | -                           | Grünes Häkchensymbol für ja | Grünes Häkchensymbol für ja |
| Ford GT                                    | Ford                      |                             | –                           | –                           | Grünes Häkchensymbol für ja | –                           | Grünes Häkchensymbol für ja | -                           | -                           | Grünes Häkchensymbol für ja |
| Ford Mustang 2011 GT                       | Ford                      |                             | Grünes Häkchensymbol für ja | Grünes Häkchensymbol für ja | Grünes Häkchensymbol für ja | Grünes Häkchensymbol für ja | Grünes Häkchensymbol für ja | Grünes Häkchensymbol für ja | Grünes Häkchensymbol für ja | -                           |
| Ford Mustang GT Fastback                   | Ford                      |                             | Grünes Häkchensymbol für ja | –                           | Grünes Häkchensymbol für ja | –                           | -                           | -                           | -                           | -                           |
| Ford Mustang GT Fastback Street Edition    | Ford                      | Street Edition DLC          | Grünes Häkchensymbol für ja | -                           | -                           | -                           | -                           | -                           | -                           | -                           |
| Ford Shelby GT500                          | Ford/Shelby               |                             | –                           | –                           | Grünes Häkchensymbol für ja | –                           | -                           | -                           | -                           | -                           |
| HuP One                                    | Hot Rod                   | Wrackteile                  | Grünes Häkchensymbol für ja | Grünes Häkchensymbol für ja | Grünes Häkchensymbol für ja | -                           | Grünes Häkchensymbol für ja | -                           | -                           | -                           |
| Hummer H1 Alpha                            | Hummer                    |                             | Grünes Häkchensymbol für ja | Grünes Häkchensymbol für ja | Grünes Häkchensymbol für ja | Grünes Häkchensymbol für ja | -                           | Grünes Häkchensymbol für ja | -                           | -                           |
| Indian Scout                               | Indian                    | Wild Run                    | Grünes Häkchensymbol für ja | -                           | Grünes Häkchensymbol für ja | -                           | -                           | -                           | -                           | -                           |
| Indian Chief Dark Horse                    | Indian                    | Wild Run                    | Grünes Häkchensymbol für ja | -                           | Grünes Häkchensymbol für ja | -                           | -                           | -                           | -                           | -                           |
| Jeep Grand Cherokee SRT-8                  | Jeep/SRT                  |                             | Grünes Häkchensymbol für ja | Grünes Häkchensymbol für ja | –                           | –                           | -                           | Grünes Häkchensymbol für ja | -                           | -                           |
| Jeep Wrangler                              | Jeep                      | Calling all Units           | Grünes Häkchensymbol für ja | Grünes Häkchensymbol für ja | –                           | Grünes Häkchensymbol für ja | -                           | -                           | -                           | -                           |
| Kawasaki GPZ 900 R                         | Kawasaki Heavy Industries | Wild Run                    | Grünes Häkchensymbol für ja | -                           | Grünes Häkchensymbol für ja | -                           | Grünes Häkchensymbol für ja | -                           | -                           | -                           |
| Kawasaki KX450F                            | Kawasaki Heavy Industries | Wild Run                    | Grünes Häkchensymbol für ja | Grünes Häkchensymbol für ja | -                           | Grünes Häkchensymbol für ja | -                           | -                           | -                           | -                           |
| Kawasaki Ninja H2                          | Kawasaki Heavy Industries | Wild Run                    | -                           | -                           | Grünes Häkchensymbol für ja | -                           | Grünes Häkchensymbol für ja | -                           | -                           | -                           |
| Koenigsegg Agera R                         | Koenigsegg Automotive     |                             | –                           | –                           | Grünes Häkchensymbol für ja | –                           | -                           | -                           | -                           | Grünes Häkchensymbol für ja |
| KTM 1190 RC8 R                             | KTM AG                    | Wild Run                    | -                           | -                           | Grünes Häkchensymbol für ja | -                           | Grünes Häkchensymbol für ja | -                           | -                           | -                           |
| KTM 1290 Super Duke R ABS                  | KTM AG                    | Wild Run                    | -                           | -                           | Grünes Häkchensymbol für ja | -                           | Grünes Häkchensymbol für ja | -                           | -                           | -                           |
| KTM 450 EXC                                | KTM AG                    | Wild Run                    | Grünes Häkchensymbol für ja | Grünes Häkchensymbol für ja | -                           | Grünes Häkchensymbol für ja | -                           | -                           | -                           | -                           |
| Lamborghini Aventador LP700-4              | Lamborghini               |                             | –                           | –                           | Grünes Häkchensymbol für ja | –                           | -                           | -                           | -                           | Grünes Häkchensymbol für ja |
| Lamborghini Gallardo LP 570-4 Superleggera | Lamborghini               |                             | –                           | –                           | Grünes Häkchensymbol für ja | –                           | Grünes Häkchensymbol für ja | -                           | -                           | -                           |
| Lamborghini Huracán LP 610-4               | Lamborghini               | 2-Jahresaktion von The Crew | –                           | –                           | Grünes Häkchensymbol für ja | –                           | Grünes Häkchensymbol für ja | -                           | -                           | -                           |
| Lamborghini Miura SV                       | Lamborghini               |                             | –                           | –                           | Grünes Häkchensymbol für ja | –                           | -                           | -                           | -                           | -                           |
| Lamborghini Murciélago LP640               | Lamborghini               |                             | –                           | –                           | Grünes Häkchensymbol für ja | –                           | Grünes Häkchensymbol für ja | -                           | -                           | Grünes Häkchensymbol für ja |
| Lotus Evora GTE                            | Lotus Cars                | Wild Run                    | -                           | -                           | Grünes Häkchensymbol für ja | -                           | -                           | -                           | -                           | -                           |
| Lotus Exige S                              | Lotus Cars                | Wild Run                    | -                           | -                           | Grünes Häkchensymbol für ja | -                           | -                           | -                           | -                           | -                           |
| Maserati GranTurismo S                     | Maserati                  |                             | –                           | –                           | Grünes Häkchensymbol für ja | –                           | Grünes Häkchensymbol für ja | -                           | -                           | -                           |
| Maserati MC12 + MC12 Corsa                 | Maserati                  | Calling all Units           | –                           | –                           | Grünes Häkchensymbol für ja | –                           | Grünes Häkchensymbol für ja | -                           | -                           | -                           |
| Mazda MX-5 Typ ND                          | Mazda                     | Wild Run                    | Grünes Häkchensymbol für ja | -                           | Grünes Häkchensymbol für ja | -                           | -                           | -                           | -                           | -                           |
| Mazda RX-7 FD3S                            | Mazda                     | Wild Run                    | -                           | -                           | Grünes Häkchensymbol für ja | -                           | -                           | -                           | -                           | Grünes Häkchensymbol für ja |
| McLaren 12C                                | McLaren Automotive        | Season Pass                 | -                           | -                           | Grünes Häkchensymbol für ja | -                           | Grünes Häkchensymbol für ja | -                           | -                           | Grünes Häkchensymbol für ja |
| McLaren F1                                 | McLaren Automotive        | Raid Car DLC                | -                           | -                           | Grünes Häkchensymbol für ja | -                           | -                           | -                           | -                           | -                           |
| Mercedes-Benz 300SLR Uhlenhaut             | Mercedes-Benz             | Season Pass                 | -                           | -                           | Grünes Häkchensymbol für ja | -                           | Grünes Häkchensymbol für ja | -                           | -                           | -                           |
| Mercedes-AMG GT                            | Mercedes-AMG              |                             | -                           | -                           | Grünes Häkchensymbol für ja | -                           | Grünes Häkchensymbol für ja | -                           | -                           | -                           |
| Mercedes-Benz C 63 AMG Coupé Black Series  | Mercedes-Benz             | Speed Car DLC               | -                           | -                           | Grünes Häkchensymbol für ja | -                           | Grünes Häkchensymbol für ja | -                           | -                           | -                           |
| Mercedes-Benz GLC 43 AMG                   | Mercedes-AMG              | Calling all Units           | –                           | –                           | –                           | –                           | -                           | -                           | -                           | -                           |
| Mercedes-Benz SL 63 AMG (R230)             | Mercedes-Benz             |                             | -                           | -                           | Grünes Häkchensymbol für ja | -                           | Grünes Häkchensymbol für ja | -                           | -                           | -                           |
| Mercedes-Benz SLR McLaren 722              | Mercedes-Benz             | Wild Run                    | -                           | -                           | Grünes Häkchensymbol für ja | -                           | Grünes Häkchensymbol für ja | -                           | -                           | -                           |
| Mercedes-Benz SLS AMG (C197)               | Mercedes-Benz             |                             | –                           | –                           | Grünes Häkchensymbol für ja | –                           | Grünes Häkchensymbol für ja | -                           | -                           | -                           |
| Mini Cooper S                              | Mini                      |                             | Grünes Häkchensymbol für ja | Grünes Häkchensymbol für ja | Grünes Häkchensymbol für ja | –                           | Grünes Häkchensymbol für ja | -                           | -                           | -                           |
| Mini Cooper S Street Edition               | Mini                      | Street Edition DLC          | Grünes Häkchensymbol für ja | -                           | -                           | -                           | -                           | -                           | -                           | -                           |
| Mini Countryman All4                       | Mini                      | Season Pass                 | Grünes Häkchensymbol für ja | Grünes Häkchensymbol für ja | Grünes Häkchensymbol für ja | Grünes Häkchensymbol für ja | -                           | -                           | -                           | -                           |
| Nissan 370Z                                | Nissan                    |                             | Grünes Häkchensymbol für ja | Grünes Häkchensymbol für ja | Grünes Häkchensymbol für ja | Grünes Häkchensymbol für ja | Grünes Häkchensymbol für ja | Grünes Häkchensymbol für ja | Grünes Häkchensymbol für ja | Grünes Häkchensymbol für ja |
| Nissan GT-R                                | Nissan                    | Kauf von Calling all Units  | –                           | –                           | Grünes Häkchensymbol für ja | –                           | -                           | -                           | -                           | -                           |
| Nissan Fairlady Z432                       | Nissan                    | Season Pass                 | –                           | Grünes Häkchensymbol für ja | Grünes Häkchensymbol für ja | –                           | -                           | -                           | -                           | -                           |
| Nissan Skyline GT-R (R34)                  | Nissan                    |                             | Grünes Häkchensymbol für ja | Grünes Häkchensymbol für ja | Grünes Häkchensymbol für ja | Grünes Häkchensymbol für ja | Grünes Häkchensymbol für ja | Grünes Häkchensymbol für ja | Grünes Häkchensymbol für ja | Grünes Häkchensymbol für ja |
| Pagani Huayra                              | Pagani Automobili         |                             | –                           | –                           | Grünes Häkchensymbol für ja | –                           | -                           | -                           | -                           | Grünes Häkchensymbol für ja |
| Pagani Zonda F (Renn-Kit Zonda R)          | Pagani Automobili         | Wild Run                    | -                           | -                           | Grünes Häkchensymbol für ja | -                           | Grünes Häkchensymbol für ja | -                           | -                           | -                           |
| RUF 3400K (Porsche Cayman (Typ 987c))      | Ruf Automobile/Porsche    |                             | -                           | Grünes Häkchensymbol für ja | Grünes Häkchensymbol für ja | Grünes Häkchensymbol für ja | Grünes Häkchensymbol für ja | -                           | -                           | -                           |
| RUF CTR-3 (Porsche Carrera GT)             | Ruf Automobile/Porsche    |                             | –                           | –                           | Grünes Häkchensymbol für ja | –                           | -                           | -                           | Grünes Häkchensymbol für ja | Grünes Häkchensymbol für ja |
| RUF RT35 (Porsche 991)                     | Ruf Automobile            | -                           | Grünes Häkchensymbol für ja | Grünes Häkchensymbol für ja | Grünes Häkchensymbol für ja | -                           | -                           | -                           | Grünes Häkchensymbol für ja | Grünes Häkchensymbol für ja |
| Saleen S7                                  | Saleen                    | Speed Car DLC               | -                           | -                           | Grünes Häkchensymbol für ja | -                           | Grünes Häkchensymbol für ja | -                           | -                           | -                           |
| Shelby GT500 1967                          | Shelby/Ford               |                             | Grünes Häkchensymbol für ja | –                           | Grünes Häkchensymbol für ja | –                           | Grünes Häkchensymbol für ja | -                           | -                           | Grünes Häkchensymbol für ja |
| Spyker C8 Aileron                          | Spyker Cars               | Vintage Car DLC             | -                           | -                           | Grünes Häkchensymbol für ja | -                           | -                           | -                           | -                           | -                           |
| Subaru BRZ                                 | Subaru                    | Wild Run                    | Grünes Häkchensymbol für ja | Grünes Häkchensymbol für ja | Grünes Häkchensymbol für ja | -                           | -                           | -                           | -                           | Grünes Häkchensymbol für ja |
| TVR Sagaris                                | TVR                       | Wild Run                    | -                           | -                           | Grünes Häkchensymbol für ja | -                           | -                           | -                           | -                           | -                           |
| VW Golf GTI VII                            | Volkswagen                |                             | Grünes Häkchensymbol für ja | -                           | -                           | -                           | -                           | -                           | -                           | -                           |
| VW Touareg                                 | Volkswagen                | Raid Car DLC                | –                           | Grünes Häkchensymbol für ja | –                           | Grünes Häkchensymbol für ja | -                           | -                           | -                           | -                           |

## Entwicklung
Das Entwicklungsteam von Ivory Tower besteht unter anderem aus ehemaligen Mitgliedern von Eden Games, die bereits mit Test Drive Unlimited 2 ein ähnliches Spiel entwickelt haben. Unterstützung erhielten sie von dem Studio Ubisoft Reflections, welche unter anderem Driver: San Francisco entwickelten. Am 13. August 2014 bestätigte Ubisoft, dass The Crew neben den aktuellen Konsolen auch für Xbox 360, jedoch nicht für PlayStation 3 oder Wii U erscheinen wird. Man begründete diesen Schritt mit der Aussage, dass die Xbox 360 technologisch näher an der aktuellen "Next-Gen"-Infrastruktur sei als die beiden anderen Konsolen. The Crew nutzt als Spiel-Engine Babel, welches durch firmeneigene Tools von Ivory Tower modifiziert wurde. Am 21. Juli 2014 veröffentlichte Ubisoft eine geschlossene Beta-Version für PC für einen limitierten Zeitraum. Eine weitere Beta-Version für PC-Spieler konnte zwischen dem 25. und 29. August 2014 gespielt werden. Eine offene Beta-Version für Xbox- und Playstationspieler konnte zwischen dem 25. und 28. November 2014 gespielt werden.

## Verkaufsstopp und Abschaltung der Server
Am 14. Dezember 2023 gab Ubisoft auf ihrer Website bekannt, dass The Crew mit sofortiger Wirkung von sämtlichen Online-Stores wie Steam inklusiver aller DLCs entfernt werde und das Spiel somit ab sofort nicht mehr käuflich erwerbbar ist. Darüber hinaus verkündete Ubisoft, dass die Server vom Spiel am 31. März 2024 vom Netz genommen werden und somit auf allen Plattformen inklusive Microsoft Windows, Xbox 360 und One sowie der PlayStation 4 unspielbar sein werden. Der Einzelspielermodus von The Crew setzt eine permanente Internetverbindung voraus und The Crew bietet keinen spielbaren Offline-Modus. Somit verfällt ab diesem Datum der Zugriff auf das komplette Spiel und es kann nicht mehr gestartet werden. Als Begründung für diese Maßnahmen wurden unter anderem ausgelaufene Lizenzen und zu hohe Kosten genannt, obwohl das Spiel eine weitreichende Spielerschaft von 12 Millionen Käufern in den letzten Jahren ansammeln konnte. The Crew werde nach der Server-Abschaltung aus den Bibliotheken sämtlicher Online-Stores entfernt, wird nicht mehr auffindbar sein und kann nicht mehr abgerufen werden.
Die Abschaltung der Server und der verfallende Zugriff auf das komplette Spiel lösten eine weitreichende Debatte aus. Im Europaparlament stellte der Abgeordnete der Piratenpartei, Patrick Breyer, eine offizielle Anfrage an die Kommission der Europäischen Union, ob dieses Vorgehen gegen EU-Recht Verstöße und welche Grenzen das EU-Recht allgemein den Herstellern von Computerspielen bei der Außerfunktionsetzung zuvor verkaufter Computerspiele setze. Infolgedessen wurde zudem die Initiative Stop Killing Games ins Leben gerufen, um den Besitz von Spielen mit Einzelspielermodus, selbst nach Einstellung der Onlinedienste weiterhin zu gewährleisten. Es wurde eine Petition vorgelegt, die das Unterhaus des australischen Parlaments dazu aufrufe, Gesetze zu verabschieden, die Spielehersteller dazu zwingen, Software und DLCs mit Always-online-Zwang nach Support-Ende in einem funktionsfähigen Zustand zu hinterlassen. Das Repräsentantenhaus sollte darüber hinaus feststellen, dass solche Vorgaben die AGB der Firmen überschreiben.
Auch mehrere Anwälte bezweifelten die Rechtmäßigkeit der Server-Abschaltung und stellten Ubisofts Vorgehen in Frage, während andere gegenargumentierten, dass man lediglich ein Nutzungsrecht besäße, das Spiel zu spielen, und man kein Eigentumsrecht, an solchen digitalen Spielen habe.
Am 11. September 2024 verkündete Ubisoft daraufhin, dass man für die beiden Nachfolger The Crew 2 und The Crew Motorfest einen Offline-Modus bereitstellen werde, um den Zugriff auf die Einzelspielerinhalte trotz der  möglichen zukünftigen Server-Abschaltung und Einstellung der Online-Dienste weiterhin zu gewährleisten. Wann diese genau veröffentlicht werden, steht jedoch noch nicht fest.

## Synchronisation
| Rolle          | Englischer Synchronsprecher | Deutscher Synchronsprecher |
| -------------- | --------------------------- | -------------------------- |
| Alex Taylor    | Troy Baker                  | Tommy Morgenstern          |
| Zoe            | Amy Rosoff                  | Victoria Sturm             |
| Shiv           | Jason Spisak                |                            |
| Troy           | Joel Steingold              | Tobias Müller              |
| Herschel Craig | Johnny Hawkes               | Kim Hasper                 |
| Harry          | Charles Parnell             | Michael Iwannek            |
| Alita          | Cyrina Fiallo               |                            |
| Roxanne        | Tonantzin Carmelo           |                            |
| Vincent        | John Paul Pitoc             |                            |
| Omar           | J. B. Blanc                 |                            |
| Eric Tsu       | Vic Chao                    |                            |
| Bill Coburn    | D. C. Douglas               |                            |
| Dayton Taylor  | Travis Willingham           |                            |

## Erweiterungen

### WildRun
Am 12. November 2015 wurde die Erweiterung WildRun veröffentlicht. Dieses teilweise kostenpflichtige Add-on enthält neue Fahrzeugklassen sowie neue Wettereffekte. Des Weiteren wurde der Multiplayermodus überarbeitet. Folgende Funktionen sind nur gegen Bezahlung für die Käufer des Basisspiels zugänglich:
- neue Fahrzeugklassen: Motorrad, Monstertruck, Dragster, Drift
- Neuer Händler in St. Louis (ausschließlich Motorräder)
- Neue Test-Missionen (Weiter Sprung, Drag-Rennen, Monster Truck Arena, Drift Training)
- Radarfallen-Herausforderung

Eine weitere Neuerung ist das Summit. Dabei handelt es sich um ein sich im monatlichen Turnus wiederholendes Event, bei welchem Spieler, je nach erreichtem Rang, einen Preis gewinnen können. Um am monatlichen Summit teilnehmen zu können, müssen Spieler an den vorher stattfindenden, sogenannten Summit-Qualifiern teilnehmen um den Teilnahmeschein für das Haupt-Summit zu ergattern. Drei absolvierte Qualifier geben den Zugang zum großen Finale frei. Alternativ kann der direkte Zugang zum monatlichen Haupt-Summit auch gegen Spielgeld freigeschaltet werden.
Ein Summit sowie auch sämtliche Qualifier bestehen aus einer Reihe verschiedener Prüfungen die erfüllt werden müssen. Nur das als solches in der Event-Auswahl beschriebene Crew-Rennen erfordert stets eine Crew (bestehend aus mindestens zwei Spielern), alle anderen können auch im Alleingang bewältigt werden. Die Free-Roaming-Herausforderungen, bei denen Spieler verschiedene Prüfungen wie das Überholen einer bestimmten Anzahl von Fahrzeugen, das Springen über eine gewisse Distanz, oder Wheelies über einen gewissen Zeitraum schaffen müssen, sind in jedem Summit vertreten. Auch die drei neuen Fahrzeugklassen sind durch die jeweilige Prüfung vertreten. Spieler können auch eine eigene Strecke oder Radarfallenstrecke erstellen und auch als Favorit abspeichern sowie durch die Weitergabe eines generierten Codes mit anderen Spielern teilen (sodass andere diese Strecke importieren und selbst nachfahren können). Meistens muss der Spieler auch Zeit- oder Checkpunktrennen absolvieren, nicht selten mit einem vorgegebenen Fahrzeug. An manchen Events kommt es vor, dass nur bestimmte Fahrzeuge, Klassen, Marken oder Herkunftsländer zugelassen sind. Im Summit gibt es zudem noch ein PvP-Event. Im Gegensatz zu den gewöhnlichen PvPs werden die Fahrzeuge für die jeweiligen Rennen vorgegeben und sind alle auf dem gleichen Leistungsstand.
Jede abgeschlossene Prüfung bringt dem Spieler Punkte für Tuningteile, Bucks und Ausstattungsteile für das verwendete Fahrzeug. Je nachdem wie gut der Spieler im Vergleich zu den anderen Teilnehmern abschneidet, steigt oder sinkt sein Rang in der Summit-Statistik. Auch hier gibt es die Unterteilungen von Bronze bis Platin. Die Preise beinhalten Bucks, Crew Credits, Leistungstuningteile, Tuning-Kits oder zeitlich begrenzte Geldboni. Beim monatlichen Haupt-Summit erhält der Spieler zusätzlich dazu noch die Chance, ein noch nicht veröffentlichtes Fahrzeug zu gewinnen. Diese Gewinnchance kann zusätzlich durch die Teilnahme an jedem vorher stattfindenden Summit-Qualifier erhöht werden.

### Calling All Units
Im Rahmen der Gamescom 2016 kündigten die Entwickler eine weitere Erweiterung an, die auf die Bezeichnung Calling All Units hört und den Konflikt zwischen Racern und Polizei in den Mittelpunkt rückt. Der Spieler kann hierbei zwischen beiden Seiten wählen. Dabei kann der Spieler entweder gegen die KI oder gegen andere Fahrer antreten. Dafür werden dem Spieler speziell modifizierte Polizeifahrzeuge zur Verfügung gestellt. Diese setzen sich aus dem bereits bekannten Fuhrpark zusammen, allerdings wird dieser durch neue Fahrzeuge (z. B. Jeep Wangler und Ferrari F12) erweitert werden. Zusätzlich zu den speziellen Fahrzeugen erhält der Spieler, ähnlich wie bei Need For Speed Hot Pursuit, Zugang zu speziellen Fähigkeiten wie zum Beispiel Hubschrauberunterstützung, Blendgranaten oder EMP während dieser Missionen. Eine zusätzliche Kampagne ist Teil des Erweiterungspakets. Außerdem wurden die Tuningteile von ursprünglich 50 Level auf 60 Level angehoben.

## Rezeption
The Crew wurde gemischt aufgenommen. Positiv wurden die offene Spielwelt sowie die Tuningmöglichkeiten bewertet. Auch die abwechslungsreichen Nebenmissionen erhielten positive Kritiken; der automatische Start dieser, wenn man durch das Symbol fährt, wurde jedoch bemängelt. Die Story wurde gemischt aufgenommen, zu oft sei bereits ein ähnliches Setting gewählt worden. Negative Kritik erhielt The Crew vor allem wegen dessen KI: Der „Gummiband-Effekt“, der dafür sorgt, dass, egal wie gut der Fahrer fährt, die KI-gesteuerten Gegner wie an einem Gummiband hinterhergezogen werden, ist laut Kritikermeinungen bei diesem Spiel besonders ausgeprägt. Auch seien besonders die Verfolgungsmissionen zu schwer und nur nach mehreren Versuchen und per trial and error lösbar. Der Mehrspielermodus an sich erhielt ebenfalls negative Kritiken: Es seien meist nur wenige Spieler sichtbar; außerdem ermutige The Crew den Spieler nicht, eine eigene Crew mit anderen Spielern zu eröffnen, so die Kritiker.

## Nachfolger
Für das Frühjahr 2018 war der Nachfolger The Crew 2 angekündigt. Die Veröffentlichung wurde von Ubisoft im Dezember 2017 zunächst auf April bis September 2018 verschoben, am 15. März 2018 dann aber auf den 29. Juni 2018 datiert.